# Politická ekologie
Politická ekologie je disciplína zabývající se vazbami a interakcemi mezi přírodou a politickými, ekonomickými a sociálními hybateli změn v jejím uspořádání. Od apolitických ekologických přístupů se liší důrazem na studium mocenské dimenze využívání přírody a jejích zdrojů lidmi.
Politická ekologie integruje poměrně široké spektrum studií kombinujících sociálně-ekologické přístupy s politickou ekonomií. Zabývá se tématy jako degradace a marginalizace, environmentální konflikty (či "ekologické distribuční konflikty", podle Joana Martíneze-Aliera), ochrana životního prostředí jako prostředek kontroly rozvoje, environmentální identita a také studiem různých tzv. ekosociálních hnutí.

## Historie a vznik
Politická ekologie má kořeny v 70. a 80. letech. Vychází z disciplín jako kulturní ekologie, rozvojová geografie, antropologie či ekologická ekonomie. Historicky se zaměřovala na rozvojová témata spojená se zeměmi třetího světa. Političtí ekologové se zajímali o porozumění mocenské dynamiky kolem konfliktů o přístup k environmentálním zdrojům. Mezi oblasti zájmu se zařadilo porozumění rozvojovému diskurzu, či snaha o analýzu toho, jak jednotlivé sociální skupiny mobilizují přírodní procesy a alokují benefity z přístupu k přírodě ve svůj prospěch.
Postupem času se však politická ekologie čím dál více zaměřuje i na otázky spojené se zeměmi globálního Severu. Tématům spojeným s městským prostředím se věnuje urbánní politická ekologie, která má blízko ke kulturní antropologii.

## Hlavní představitelé
Akademici věnující se politické ekologii pocházejí z různých disciplín, zahrnujících geografii, antropologii, rozvojová studia, politické vědy, sociologii, ekonomii, ekologii nebo environmentalistiku. Mezi hlavní představitele oboru patří v současné době:
- Piers Blaikie
- Harold Brookfield
- Arturo Escobar
- Richard Peet
- Nancy Lee Peluso
- Paul Robbins
- Michael Watts
- Karl Zimmerer